# Nikolaj Fëdorovič Pogodin
Nikolaj Fëdorovič Pogodin, pseudonimo di Nikolaj Fëdorovič Stukalov (Gundorovskaja, 3 novembre 1900 – Mosca, 19 settembre 1962), è stato un drammaturgo russo.

## Biografia

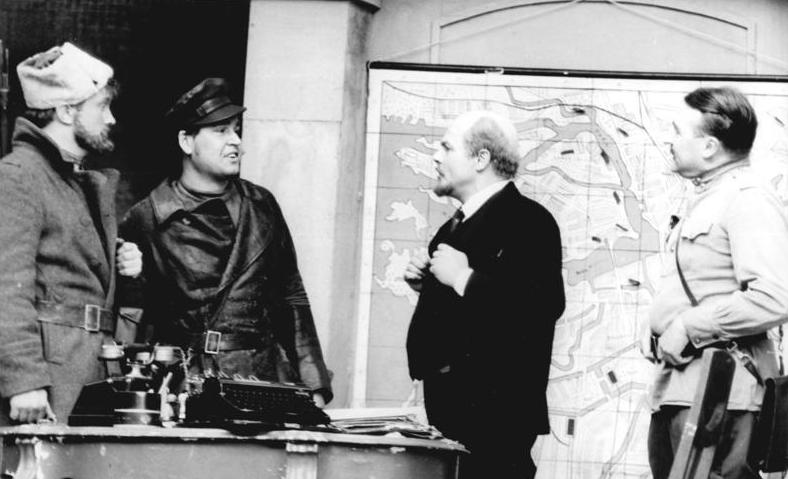
Una prova dell'opera teatrale di Pogodin, L'uomo con il fucile

Le sue opere furono riconosciute nel teatro dell'Unione Sovietica per le loro rappresentazioni realistiche della vita quotidiana combinate con temi socialisti e comunisti. È conosciuto soprattutto come l'autore di una trilogia su Lenin, la prima volta che Lenin è stato utilizzato come personaggio in un'opera teatrale.
La sua famiglia era formata da contadini e la sua istruzione si fermò alle scuole elementari. Da adolescente ha svolto lavori umili, dal falegname al meccanico.
Partecipò alla rivoluzione d'ottobre come volontario nell'Armata Rossa e successivamente lavorò dal 1920 come giornalista, corrispondente per la Pravda dal 1922 al 1932.
Si avvicinò al palcoscenico intorno al 1930 dimostrando di essere uno dei migliori rappresentanti del 'teatro socialista'.
Tra i suoi drammi si possono menzionare Tempo (1930), incentrato sulla descrizione della costruzione di una fabbrica; Gli aristocratici (1934), dedicato alla rieducazione effettuata tramite il lavoro di un gruppo di contestatori avversi al regime; la famosissima trilogia su Lenin costituita da L'uomo con il fucile (1937), Il carillon del Cremlino (1941), La terza patetica (1958).
Pogodin si interessò anche all'arte cinematografica nel ruolo di sceneggiatore.

## Opere
- Tempo (1930);
- Gli aristocratici (1934);
- L'uomo con il fucile (1937);
- Il carillon del Cremlino (1941);
- La terza patetica (1958).